# Koluton
Il Koluton (in russo Колутон?, in kazako Қалқұтан?, Qalqutan) è un fiume del Kazakistan, tributario di destra dell'Išim (bacino dell'Ob'). Scorre nella regione di Aqmola.

## Descrizione
Il fiume ha origine nella parte meridionale dell'altopiano Makinskaja; la direzione generale della corrente è da est a ovest. Ha una lunghezza di 223 km, l'area del suo bacino è di 17 400 km². La portata media annua a 44 km dalla foce è di 9,27 m³/s. I suoi maggiori affluenti sono il Baksuk e l'Aršaly provenienti ambedue dalla destra idrografica.